# Duncan Paia'aua

a Compétitions nationales et continentales officielles uniquement.

b Matchs officiels uniquement.
Dernière mise à jour le 25 juin 2025.
Duncan Paia'aua, né le 20 janvier 1995 à Porirua (Nouvelle-Zélande), est un joueur de rugby à XV international samoan évoluant principalement au poste de centre.

## Biographie
Duncan Paia'aua est né à Porirua en Nouvelle-Zélande, d'une famille d'origine samoane. Il émigre ensuite pour l'Australie et la ville de Melbourne à l'âge de trois ans, puis sa famille s'installe à Rockhampton dans le Queensland en 2002.

## Carrière

### En club
Duncan Paia'aua commence la pratique du rugby à XV, avec son lycée du Emmaus College, ainsi qu'avec la sélection du Queensland des moins de 16 ans, qu'il représente en 2011. Il passe ensuite à XIII et rejoint l'académie des Brisbane Broncos. Avec cette équipe, il dispute les saisons 2013 et 2014 de la National Youth Competition, étant finaliste la dernière saison
En 2014, il fait son retour au rugby à XV lorsqu'il est recruté par la franchise des Queensland Reds pour évoluer en Super Rugby. Il joue dans un premier temps avec l'équipe de Queensland Country en NRC, où il s'adapte au changement de code. Lors de cette première saison, il joue un unique match.
Il fait ses débuts en Super Rugby lors de la saison 2015, le 13 février 2015 contre les Brumbies. Il s'agit cependant du seul match qu'il dispute lors de cette saison. Alors considéré principalement comme un demi d'ouverture, il paie son inexpérience et la concurrence de, notamment, Quade Cooper et Jake McIntyre,. Il finit par devenir un cadre de son équipe au poste de premier centre à partir de la saison 2017, formant une association complémentaire avec Samu Kerevi. 
En 2017 et 2018, il est nommé capitaine de Queensland Country,. Lors de la saison 2017, il effectue une grande saison aussi sur le plan collectif que personnel, puisqu'il remporte le championnat et inscrit douze essais en huit rencontres,. Il inscrit notamment un doublé en demi-finale, puis un autre en finale.
En 2019, il est annoncé qu'il quitte l'Australie pour rejoindre le RC Toulon en Top 14 pour un contrat de trois saisons,. Malheureusement, il se blesse gravement au tendon d'Achille peu après son arrivée, lors d'un match amical contre Montpellier. Il ne joue aucun match lors de sa première saison sous les couleurs toulonnaises, puisqu'au moment où il revient de sa blessure, la saison est interrompue en raison de la pandémie de Covid-19. Il joue finalement son premier match avec Toulon plus d'un an après son arrivée, le 5 septembre 2020 contre le Stade rochelais,. En octobre 2021, il prolonge son contrat pour trois nouvelles saisons, portant son engagement jusqu'en 2025.
En 2025, après une saison où il a été très peu utilisé à Toulon (cinq matchs) à cause d'une blessure aux cervicales, il n'est pas conservé et rejoint l'USA Perpignan pour un contrat de deux saisons.

### En équipe nationale
Duncan Paia'aua joue avec l'équipe d'Australie des moins de 20 ans lors du championnat du monde junior 2015,.
En octobre 2017, alors qu'il n'a pas encore disputé de match de Super Rugby, il est sélectionné en tant que « apprenti » avec l'équipe d'Australie par le sélectionneur Michael Cheika, afin de participer aux entraînements et apprendre les exigences du haut niveau. Il joue son premier match le 28 octobre 2017 contre les Barbarians à Sydney. Il s'agit d'une rencontre non-officielle, et qui n'est donc pas considérée une sélection. Lors de ce match, il inscrit vingt-quatre des trente-deux points de son équipe, dont deux essais, participant ainsi pleinement à la victoire. Malgré ses débuts encourageants, il n'est pas rappelé en sélection par Cheika.
Après son exil en France, il parle dans une interview de son envie de représenter au niveau international les Samoa, le pays de ses parents, avec qui il est toujours sélectionnable.
Toutefois, il est à nouveau sélectionné en équipe d'Australie en juillet 2022, par le nouveau sélectionneur Dave Rennie, afin de préparer la Bledisloe Cup. S'il ne joue pas la rencontre, il est rappelé quelques mois plus tard pour disputer la tournée d'Automne en Europe. Encore une fois, il ne joue aucun match avec les Wallabies.
Lassé de sa situation avec la sélection australienne, il réaffirme en mai 2022 sa volonté de jouer pour l'équipe des Samoa. Il est sélectionné pour la première fois avec les Manu Samoa en juin 2022 pour disputer la Coupe des nations du Pacifique. Il ne peut toutefois pas honorer sa sélection en raison d'une blessure à la cheville. Il est par la suite rappelé en octobre 2022 afin de participer à la tournée d'Automne. Il obtient sa première sélection le 5 novembre 2022 face à l'Italie à Padoue. Lors de sa deuxième sélection, face à la Géorgie, il écope d'un carton rouge pour un placage dangereux, suivi d'une suspension de quatre semaines.
En juin 2023, il est retenu dans le groupe samoan de 40 joueurs sélectionné pour préparer la Coupe du monde 2023. Le 6 août 2023, il est annoncé au sein du groupe définitif pour participer au Mondial en France. Il joue les quatre matchs de son équipe lors de la compétition, tous en tant que titulaire au poste d'arrière.

## Palmarès
- Vainqueur du National Rugby Championship en 2017 avec Queensland Country.
- Finaliste du National Rugby Championship en 2018 avec Queensland Country
- Finaliste du Challenge européen en 2020 et 2022 avec le RC Toulon.
- Vainqueur de la Challenge Cup en 2023 avec le RC Toulon.